# Liste der schwedischen Abgeordneten zum EU-Parlament (2004–2009)
Die Liste der schwedischen Abgeordneten zum EU-Parlament (2004–2009) listet alle schwedischen Mitglieder des 6. Europäischen Parlaments nach der Europawahl in Schweden 2004.

## Mandatsstärke der Parteien
- GUE/NGL: 2
- SPE: 5
- G/EFA: 1
- ALDE: 3
- EVP-ED: 5
- I/D: 2
- UEN: 1

| Nationale Partei                              | Mandate | Fraktion                                                                                      |
| --------------------------------------------- | ------- | --------------------------------------------------------------------------------------------- |
| Moderata samlingspartiet (M)                  | 4       | Fraktion der Europäischen Volkspartei und europäischer Demokraten (EVP-ED)                    |
| Kristdemokraterna (KD)                        | 1       | Fraktion der Europäischen Volkspartei und europäischer Demokraten (EVP-ED)                    |
| Sveriges socialdemokratiska arbetareparti (S) | 5       | Sozialdemokratische Fraktion im Europäischen Parlament (SPE)                                  |
| Folkpartiet liberalerna (FL)                  | 2       | Fraktion der Allianz der Liberalen und Demokraten für Europa (ALDE)                           |
| Centerpartiet (C)                             | 1       | Fraktion der Allianz der Liberalen und Demokraten für Europa (ALDE)                           |
| Vänsterpartiet (V)                            | 2       | Konföderale Fraktion der Vereinten Europäischen Linken/ 000Nordischen Grünen Linken (GUE/NGL) |
| Junilistan (J)                                | 2       | Fraktion Unabhängigkeit/Demokratie (I/D)                                                      |
| Junilistan (J)                                | 1       | Fraktion Union für das Europa der Nationen (UEN)                                              |
| Miljöpartiet de gröna (MP)                    | 1       | Die Grünen/Europäische Freie Allianz (G/EFA)                                                  |
| Gesamt                                        | 19      |                                                                                               |

## Abgeordnete
| Bild | Name                   | von           | bis           | Partei | Fraktion | Anmerkungen                       |
| ---- | ---------------------- | ------------- | ------------- | ------ | -------- | --------------------------------- |
|      | Jan Andersson          | 20. Juli 2004 | 13. Juni 2009 | S      | SPE      |                                   |
|      | Maria Carlshamre       | 20. Juli 2004 | 13. Juni 2009 | FL     | ALDE     |                                   |
|      | Charlotte Cederschiöld | 20. Juli 2004 | 13. Juni 2009 | M      | EVP-ED   |                                   |
|      | Lena Ek                | 20. Juli 2004 | 13. Juni 2009 | C      | ALDE     |                                   |
|      | Christofer Fjellner    | 20. Juli 2004 | 13. Juni 2009 | M      | EVP-ED   |                                   |
|      | Hélène Goudin          | 20. Juli 2004 | 13. Juni 2009 | J      | I/D      |                                   |
|      | Anna Hedh              | 20. Juli 2004 | 13. Juni 2009 | S      | SPE      |                                   |
|      | Gunnar Hökmark         | 20. Juli 2004 | 13. Juni 2009 | M      | EVP-ED   |                                   |
|      | Jens Holm              | 27. Sep. 2006 | 13. Juni 2009 | V      | GUE/NGL  | Nachgerückt für Jonas Sjöstedt    |
|      | Anna Ibrisagic         | 20. Juli 2004 | 13. Juni 2009 | M      | EVP-ED   |                                   |
|      | Nils Lundgren          | 20. Juli 2004 | 13. Juni 2009 | J      | I/D      |                                   |
|      | Cecilia Malmström      | 20. Juli 2004 | 5. Okt. 2006  | FL     | ALDE     | Nachrücker: Olle Schmidt          |
|      | Ewa Hedkvist Petersen  | 20. Juli 2004 | 31. Jan. 2007 | S      | SPE      |                                   |
|      | Carl Schlyter          | 20. Juli 2004 | 13. Juni 2009 | MP     | G/EFA    |                                   |
|      | Olle Schmidt           | 19. Okt. 2006 | 13. Juni 2009 | FL     | ALDE     | Nachgerückt für Cecilia Malmström |
|      | Inger Segelström       | 20. Juli 2004 | 13. Juni 2009 | S      | SPE      |                                   |
|      | Jonas Sjöstedt         | 20. Juli 2004 | 26. Sep. 2006 | V      | GUE/NGL  | Nachrücker: Jens Holm             |
|      | Eva-Britt Svensson     | 20. Juli 2004 | 13. Juni 2009 | V      | GUE/NGL  |                                   |
|      | Åsa Westlund           | 20. Juli 2004 | 13. Juni 2009 | S      | SPE      |                                   |
|      | Anders Wijkman         | 20. Juli 2004 | 13. Juni 2009 | KD     | EVP-ED   |                                   |
|      | Lars Wohlin            | 20. Juli 2004 | 13. Juni 2009 | J      | UEN      |                                   |